# Legendary (album d'AZ)
Pour les articles homonymes, voir Legendary.
Albums de AZ
Anthology (B-Sides & Unreleased)
(2008) G.O.D. (Gold, Oil & Diamonds)
(2009)
Legendary est le neuvième album studio d'AZ, sorti le 2 juin 2009.
L'album s'est classé 54e au Top R&B/Hip-Hop Albums.

## Liste des titres
| No  | Titre                                                              | Contient un (des) sample(s) de                            | Durée |
| --- | ------------------------------------------------------------------ | --------------------------------------------------------- | ----- |
| 1.  | Da Truth (Intro) (Produit par Hollis)                              | Do It Again de The New Birth                              | 1:06  |
| 2.  | Before It's All Said & Done (Produit par Cozmo)                    |                                                           | 3:21  |
| 3.  | Livin' the Life (Produit par Cozmo)                                | A Love of Your Own de l'Average White Band                | 3:46  |
| 4.  | Boy Meets Girl (featuring Sheek Louch – Produit par Maxwell Smart) |                                                           | 4:11  |
| 5.  | Bottom Line (Skit) (Produit par Real Talk Ent.)                    |                                                           | 0:21  |
| 6.  | Refuse 2 Die (Produit par Cozmo)                                   | Break It Down de Curtis Mayfield                          | 3:47  |
| 7.  | Dreams Come True (Produit par Cozmo et Gennesse)                   |                                                           | 3:15  |
| 8.  | Good for Nothin' (Produit par Cozmo)                               | We the People Who Are Darker Than Blue de Curtis Mayfield | 3:40  |
| 9.  | Supply & Demand (Skit) (Produit par Real Talk Ent.)                |                                                           | 0:35  |
| 10. | Money Makes the World Go Round (Produit par Cozmo)                 |                                                           | 3:33  |
| 11. | What Up (featuring Sheek Louch et Hell Rell – Produit par Cozmo)   |                                                           | 4:23  |
| 12. | Poli with the Villains (Produit par Cozmo)                         |                                                           | 3:41  |
| 13. | Get Money (Produit par Cozmo)                                      |                                                           | 3:04  |
| 14. | I Told You (Outro) (Produit par Hollis)                            |                                                           | 1:05  |